# 米蘇爾島虹銀漢魚
米蘇爾島虹銀漢魚（學名：Melanotaenia misoolensis）為輻鰭魚綱銀漢魚目虹銀漢魚科的其中一種，分布於印尼巴布亞省Misool島的Tama河流域，為熱帶魚類，體長可達6公分，棲息在底中層水域，生活習性不明。

## 擴展閱讀
維基物種上的相關：米蘇爾島虹銀漢魚